# Бруно Марс
Пи́тер Джин Эрна́ндес (англ. Peter Gene Hernandez), известный под псевдонимом Бру́но Марс (англ. Bruno Mars, [ˈbrunoʊ̯ ˈmɑɹz]; род. 8 октября 1985, Гонолулу, Гавайи, США), — американский певец и автор песен. Он известен своими выступлениями на сцене, ретро-шоу и выступлениями в широком спектре музыкальных стилей, включая поп, R&B, фанк, соул, регги, диско и рок. Бруно аккомпанирует его группа The Hooligans, которая играет на различных инструментах, таких как электрогитара, бас, фортепиано, клавишные, барабаны и духовые, а также выступает в качестве бэк-вокалистов и танцоров диско. В 2021 году он сотрудничал с Anderson .Paak, как американский музыкальный супердуо Silk Sonic.
9 его видеоклипов на YouTube имеют более 1 миллиарда просмотров; один из них занимает пятое место в списке самых просматриваемых музыкальных клипов всех времён.

## Жизнь и карьера
Питер Джин Эрнандес родился 8 октября 1985 года в Гонолулу, Гавайи, в семье Питера Эрнандеса и Бернадетт Сан-Педро-Байот и вырос в районе Вайкики.
Его отец наполовину пуэрториканец и наполовину ашкенази (из Украины и Венгрии) и родом из Бруклина, Нью-Йорк. Его мать эмигрировала из Филиппин на Гавайи ребёнком и имела филиппинское и испанское происхождение. Его родители познакомились во время выступления в шоу, в котором его мать была танцовщицей хулы, а отец играл на ударных. В два года мальчик получил прозвище «Бруно» из-за сходства с рестлером Бруно Саммартино.
Оба родителя мальчика занимались музыкой, и он рос под влиянием различных музыкальных веяний, таких как регги, рок, хип-хоп и R&B. Его мать была и певицей, и танцовщицей, а отец исполнял рок-н-ролльную музыку Литл Ричарда. Дядя Марса был подражателем Элвиса и также поощрял трёхлетнего Марса выступать на сцене. Марс исполнял песни таких артистов, как Майкл Джексон, The Isley Brothers и The Temptations. В возрасте четырёх лет Марс начал выступать пять дней в неделю с группой его семьи The Love Notes, и стал известен на Гавайях своим подражанием Элвису Пресли. В 1990 году Марс был упомянут в гавайском издании MidWeek как «Маленький Элвис», а позже появился в эпизодической роли в фильме «Медовый месяц в Лас-Вегасе» (1992), и выступил в перерыве между матчами 1990 Aloha Bowl. Когда Марсу было 12 лет, его родители развелись, что положило конец The Love Notes, и, следовательно, постоянному источнику дохода. Он переехал из дома их родителей вместе со своим братом и отцом. Они жили в задней части машины, на крышах домов и в заброшенном птичьем зоопарке «Paradise Park», где отец Марса работал до его закрытия.
Время, которое Марс провёл подражая Пресли, оказало большое влияние на его музыкальную эволюцию и технику исполнения. Позже он начал играть на гитаре после того, как его вдохновил американский рок-гитарист Джими Хендрикс. В 2010 году он назвал свои гавайские корни и музыкальную семью как факторы, оказавшие большое влияние, объяснив: «Взросление на Гавайях сделало меня тем, кем я являюсь. Я имел обыкновение делать много шоу на Гавайях с группой моего отца. Все в моей семье поют, все играют на музыкальных инструментах... я просто был окружён этим.» Когда он посещал President Theodore Roosevelt High School в Гонолулу, он выступал в группе под названием The School Boys.
После того, как сестра Марса в Лос-Анджелесе проиграла его демо Майку Линну (глава A&R на лейбле Dr. Dre Aftermath Entertainment), Линн вызвал Марса в Лос-Анджелес. В 2003 году, вскоре после окончания средней школы в возрасте 17 лет, Марс переехал в Лос-Анджелес, чтобы начать музыкальную карьеру. Он принял псевдоним от детского прозвища, которое дал ему отец, добавив в конце «Марс», потому что: «Я чувствовал, что у меня не было [никакого] стиля, и многие девушки говорят, что я не из этого мира, так что я, кажется, я с Марса.» Более того, принятие его сценического псевдонима было также попыткой «избежать стереотипов», так как музыкальная индустрия пыталась поставить его в качестве очередного латинского артиста. Они даже пытались убедить Марса петь на испанском.
В 1990 году Марс появился в MidWeek в роли «Маленького Элвиса» и в эпизодической роли в фильме Медовый месяц в Лас-Вегасе в 1992..

### 2009—2012: Коммерческий успех иDoo-Wops & Hooligans

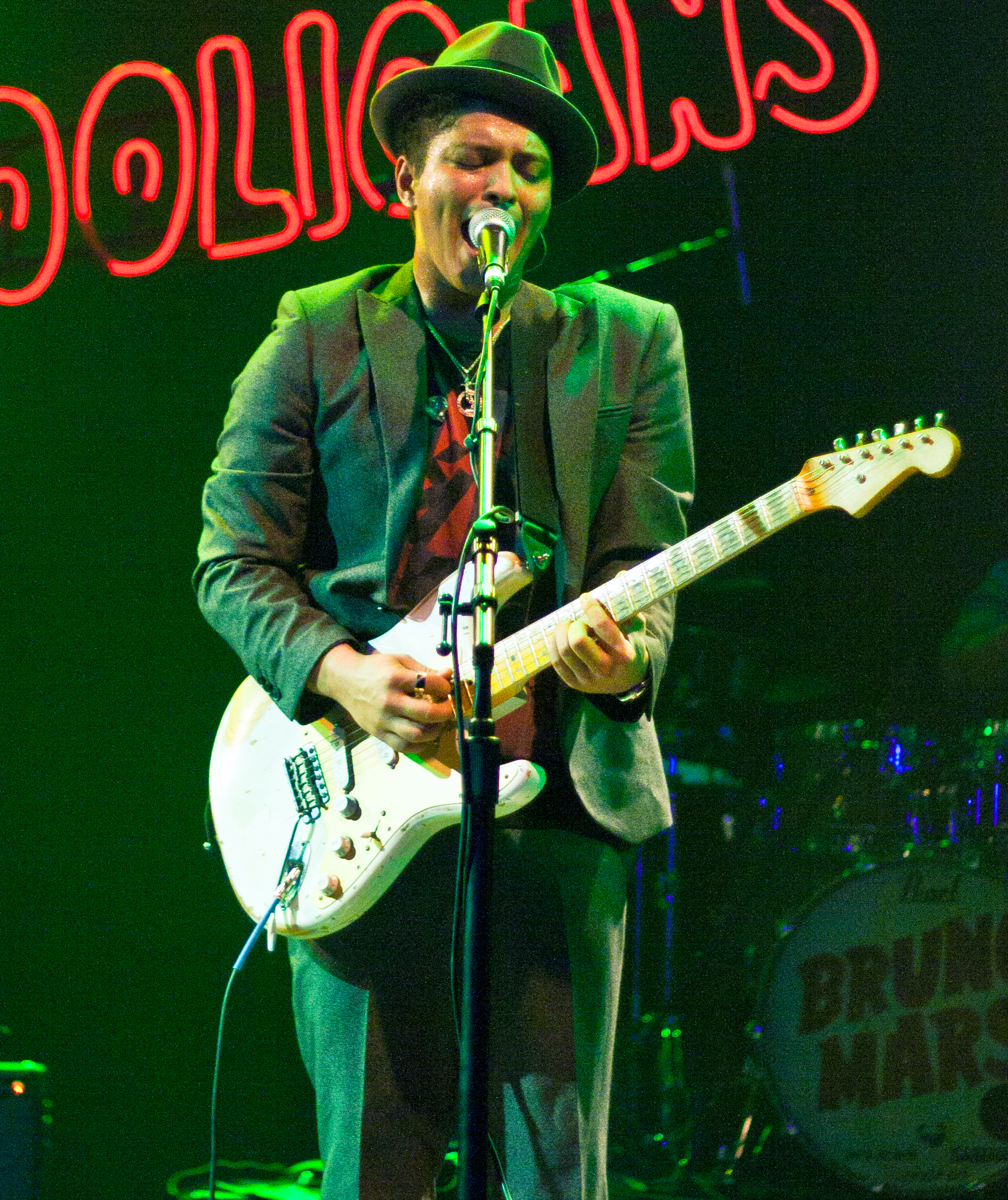
Выступление Бруно Марса в Хьюстоне в ноябре 2010 года

До того как стать успешным соло-исполнителем, Бруно Марс стал автором песен Александры Бёрк, Тревиса Маккоя, Адама Левина, Брэнди, Шона Кингстона, Флоу Райды и Sugababes. Его первым появлением в качестве музыкального исполнителя стало участие в записи альбома Animal группы Far East Movement. Популярность пришла после песен B.o.B «Nothin' on You» и «Billionaire» Трэвиса Маккоя, где Бруно Марс был и исполнителем, и соавтором. 11 мая 2010 года Бруно Марс выпустил EP It's Better If You Don't Understand, занявший 99 место в Billboard 200. В августе 2010 стал соавтором сингла Cee Lo Green «Fuck You!». 12 сентября он выступил на церемонии MTV Video Music Awards 2010 с B.o.B и Хейли Уильямс.
Дебютный альбом Бруно Марса Doo-Wops & Hooligans вышел 4 октября 2010 года. Первым синглом стала песня «Just the Way You Are», изданная 19 июля 2010 года и возглавившая Billboard Hot 100. Следующими двумя синглами стали «Liquor Store Blues» и «Grenade». С октября 2010 года Бруно Марс выступал на разогреве концертов тура Maroon 5 в поддержку их альбома Hands All Over.
Doo-Wops & Hooligans дебютировал на 2 месте альбомного хит-парада Billboard 200. Альбом получил положительные рецензии музыкальных критиков
Интересно, что рост звезды составляет 165 см. Он также получил награду «Самая маленькая звезда» MTV Movie Awards 2009.
19 сентября 2010 года Бруно Марс был арестован в Лас-Вегасе за хранение кокаина. В разговоре с полицейскими он утверждал, что произошедшее является его «глупостью» и что он раньше «никогда не употреблял наркотики». Слушание суда состоялось 4 февраля 2011 года, и Марс мог бы получить срок в 4 года и штраф в 50000 долларов за хранение 2,6 граммов кокаина. Тем не менее, в итоге, Бруно приговорен к 200 часам общественных работ, он должен был выплатить штраф в размере 2000$ и посетить занятия, посвященные теме вреда наркотиков. Если у него не будет никаких других проблем с законом в течение года, то обвинение будет снято и это никак не отразится на его биографии .

### 2012 — настоящее время:Unorthodox Jukebox
В декабре 2012 года он выпустил свой второй альбом Unorthodox Jukebox на лейбле Atlantic Records, занявший 2-е место в Billboard 200. Альбом получил в основном положительные и умеренные отзывы музыкальных критиков и изданий. Альбом стал лидером американского чарта Billboard 200 7 марта 2013 года, то есть спустя почти три месяца после дебюта. Два сингла с него возглавили американский хит-парад Billboard Hot 100: «Locked Out of Heaven» (пробыл 6 недель на № 1) и «When I Was Your Man» (в Великобритании оба хита достигли второго места). Певец заработал первые пять хитов № 1 быстрее, чем какой-либо мужской артист со времен Элвиса Пресли согласно Billboard.
На 56-й церемонии «Грэмми», которая состоялась 26 января 2014 года, Марс победил в номинации «Лучший поп-альбом» (Unorthodox Jukebox ).
В августе 2024-го принимал участие в сингле Леди Гаги «Die With A Smile».
18 октября 2024-го принял участие в сольном проекте Розэ (Blackpink), выпустив с ней совместный ведущий сингл её дебютного студийного альбома Rosie под названием «Apt.». С ним певец поставил антирекорд по скорости первой победы на корейском музыкальном шоу M Countdown, одержав её через 15 лет после дебюта.

## Дискография

### Студийные альбомы
- Doo-Wops & Hooligans (2010)
- Unorthodox Jukebox (2012)
- 24K Magic (2016)

### Мини-альбомы
- It’s Better If You Don’t Understand (2010)

### Видеоклипы
- «Nothin’ on You» (2010)
- «Billionaire» (2010)
- «The Other Side» (2010)
- «Just the Way You Are» (2010)
- «Grenade» (2010)
- «Liquor Store Blues» (2011)
- «The Lazy Song» (2011)
- «Lighters» (2011)
- «It Will Rain» (2011)
- «Mirror» (2012)
- «Locked Out of Heaven» (2012)
- «When I Was Your Man» (2013)
- «Treasure» (2013)
- «Gorilla» (2013)
- «Uptown Funk» (2014)
- «24K Magic» (2016)
- «That’s What I Like» (2017)
- «Versace On The Floor» (2017)
- «Finesse» (2018)
- «Wake Up in The Sky»  (2018)
- «Please Me» (2019)

## Награды и номинации
| Год  | Награда                  | Номинированная работа  | Категория                                 | Результат |
| ---- | ------------------------ | ---------------------- | ----------------------------------------- | --------- |
| 2010 | BET Awards               | «Nothin' on You»       | Лучшее сотрудничество                     | Номинация |
| 2010 | BET Awards               | «Nothin' on You»       | Видео года                                | Номинация |
| 2010 | MTV Video Music Awards   | «Nothin' on You»       | Лучшее поп-видео                          | Номинация |
| 2011 | American Music Awards    | Бруно Марс             | Лучший поп-рок-певец                      | Победа    |
| 2011 | BET Awards               | Бруно Марс             | Лучший R&B певец                          | Номинация |
| 2011 | BET Awards               | Бруно Марс             | Лучший новый артист                       | Номинация |
| 2011 | BRIT Awards              | Бруно Марс             | Лучший международный исполнитель          | Номинация |
| 2011 | Grammy Awards            | «Nothin' on You»       | Запись года                               | Номинация |
| 2011 | Grammy Awards            | «Just the Way You Are» | Лучшее мужское вокальное поп-исполнение   | Победа    |
| 2011 | Grammy Awards            | «Nothin' on You»       | Лучшее рэп/песенное совместное исполнение | Номинация |
| 2011 | Grammy Awards            | «Nothin' on You»       | Лучшая рэп-песня                          | Номинация |
| 2011 | MTV Europe Music Awards  | «Grenade»              | Лучшая песня                              | Номинация |
| 2011 | MTV Europe Music Awards  | Бруно Марс             | Лучший новый артист                       | Победа    |
| 2011 | MTV Europe Music Awards  | Бруно Марс             | Лучший певец                              | Номинация |
| 2011 | MTV Europe Music Awards  | Бруно Марс             | Прорыв года                               | Победа    |
| 2011 | MTV Europe Music Awards  | Бруно Марс             | Лучший американский артист                | Номинация |
| 2011 | MTV Video Music Awards   | «Grenade»              | Видео года                                | Номинация |
| 2011 | MTV Video Music Awards   | «Grenade»              | Лучшее мужское видео                      | Номинация |
| 2011 | MTV Video Music Awards   | «Grenade»              | Лучшее поп-видео                          | Номинация |
| 2011 | MTV Video Music Awards   | «The Lazy Song»        | Лучшая хореография                        | Номинация |
| 2012 | BET Awards               | «It Will Rain»         | Лучший R&B-певец                          | Номинация |
| 2012 | BRIT Awards              | Бруно Марс             | Зарубежный певец                          | Победа    |
| 2012 | Grammy Awards            | «Grenade»              | Запись года                               | Номинация |
| 2012 | Grammy Awards            | «Doo-Wops & Hooligans» | Альбом года                               | Номинация |
| 2012 | Grammy Awards            | «Grenade»              | Песня года                                | Номинация |
| 2012 | Grammy Awards            | «Grenade»              | Лучшее сольное исполнение поп-композиции  | Номинация |
| 2012 | Grammy Awards            | «Doo-Wops & Hooligans» | Лучший вокальный поп альбом               | Номинация |
| 2013 | Kids' Choice Awards 2013 | Бруно Марс             | Лучший певец                              | Номинация |
| 2017 | American Music Awards    | Бруно Марс             | Артист года                               | Победа    |
| 2017 | American Music Awards    | «That’s What I Like»   | Видео года                                | Победа    |
| 2017 | American Music Awards    | «24K Magic»            | Лучший альбом в жанре поп/рок             | Победа    |
| 2017 | American Music Awards    | Бруно Марс             | Лучший исполнитель в жанре поп/рок        | Победа    |
| 2017 | American Music Awards    | Бруно Марс             | Лучший соул/R&B-исполнитель               | Победа    |
| 2017 | American Music Awards    | Бруно Марс             | Лучший Adult Contemporary-исполнитель     | Номинация |
| 2017 | American Music Awards    | «24K Magic»            | Лучший альбом в жанре соул/R&B»           | Победа    |
| 2017 | American Music Awards    | «That’s What I Like»   | Лучшая песня в жанре соул/R&B             | Победа    |